# Karina Pasian
Karina Pasian, née le 18 juillet 1991 à New York, est une chanteuse et pianiste américaine.

## Biographie
Karina Pasian, une des filles de Rafael Sr. Pasian et Teresa Pasian (ses parents sont des enseignants, sa mère est Dominicaine et son père Arménien et Dominicain) grandit dans le quartier de Washington Heights à Manhattan (New-York), et reçoit, dès l’âge de 7 ans, une formation de musique classique. Elle est diplômée à 18 ans du Performing Art School (en) de Manhattan.